# Zygothrica fuscalata
Zygothrica fuscalata är en tvåvingeart som beskrevs av David Grimaldi 1987. Zygothrica fuscalata ingår i släktet Zygothrica och familjen daggflugor.
Artens utbredningsområde är Peru. Inga underarter finns listade i Catalogue of Life.